# Reino de Toledo (Corona de Castilla)
El reino de Toledo fue el reino cristiano que se configuró territorialmente a partir de la conquista de la taifa de Toledo por Alfonso VI, uno de los episodios centrales de la Reconquista. Aunque la ciudad de Toledo fue tomada en 1085, lo que permitió asegurar para el reino de Castilla el territorio entre el río Duero y el río Tajo, las tierras más al sur fueron objeto de un prolongado enfrentamiento no exento de alternancias, que no se terminó de decantar a favor de los cristianos hasta la batalla de las Navas de Tolosa (1212), 127 años después.
El reino cristiano de Toledo no fue un reino independiente, sino que se incorporó y pasó a formar parte del reino de Castilla (cuya prelación en la representación en las Cortes de Castilla se disputaron secularmente Burgos caput Castellae –cabeza de Castilla– y la propia ciudad de Toledo, antigua capital visigoda). A medida que se fueron incorporando otros reinos musulmanes cuya denominación se conservó y a cuyas capitales (concepto de poca precisión en la época feudal, cuando la corte era itinerante como la persona del rey) se dotaba de voto en cortes (reino de Jaén, reino de Córdoba, reino de Sevilla, reino de Murcia), el reino de Toledo (o como se conocería a partir del siglo XV, Castilla la Nueva) quedó como una denominación diferenciada de Castilla la Vieja; sin que ninguna de esas denominaciones significaran una entidad jurídica diferenciada, puesto que todas ellas formaban parte de la Corona de Castilla. Englobados dentro de esta, todos los reinos castellanos y leoneses pasaron a formar parte de la posterior Monarquía Hispánica a partir de los Reyes Católicos.
La dimensión territorial del Reino de Toledo durante el Antiguo Régimen se identifica en la práctica con la denominada Castilla la Nueva, separada de Castilla la Vieja por la frontera física del Sistema Central.
El trazado de las fronteras era una cuestión muy difusa, dada la multiplicidad y confusión de jurisdicciones solapadas, compartidas, enclaves, exclaves y todo tipo de figuras jurídicas confluyentes en el contexto de la denominada Repoblación. Por ejemplo, los alfoces, concejos o comunidades de villa y tierra de Madrid, Segovia y Guadalajara se disputaron históricamente las laderas meridionales de la sierra de Guadarrama (buena parte de las cuales terminaron incluidas en el real de Manzanares de la aristocrática familia de los Mendoza), en tanto que los sexmos de Valdemoro y Casarrubios, que llegaban hasta el Tajo, pertenecieron a la comunidad de Segovia hasta que pasaron a formar el señorío de Chinchón, concedido en 1489 a los Cabrera; mientras que buena parte de los territorios entre el Tajo y Sierra Morena estaban bajo jurisdicción de órdenes militares: la Orden de Santiago (con sede en Uclés y extendida por otras zonas del reino de Toledo, como la Encomienda Mayor de Castilla –Villarejo de Salvanés, Fuentidueña de Tajo, etc.– y el Campo de Montiel –Montiel, Villanueva de los Infantes, etc.– además de sus muchas posesiones en otros reinos de la Corona), la Orden de Calatrava (el objeto de cuya fundación en 1158 fue la estratégica fortaleza de Calatrava la Vieja; concentraba sus posesiones en el Campo de Calatrava, aunque también poseía fortalezas dispersas, como Zorita de los Canes); y la Orden de San Juan (cuyas posesiones se concentraban en el Campo de San Juan). En esa extensa comarca manchega existían muy pocos lugares de realengo hasta la conquista de Alcaraz (1213) y la fundación de Ciudad Real (1255). Por lo general, la extensión territorial del Reino de Toledo se correspondía con el antiguo Arzobispado de Toledo y con el Obispado de Cuenca, aunque incluía territorios que no pertenecían a ninguna de estas diócesis, como el alfoz de Jorquera.
Tanto eclesiástica como política, social y económicamente, el arzobispado de Toledo (solo había otras dos sedes episcopales: Sigüenza y Cuenca) era la institución más importante del reino. Su señorío alcanzaba un territorio amplísimo pero discontinuo, cuyas partes centrales eran los Montes de Toledo y la Mesa Arzobispal de Toledo (que incluía Talavera de la Reina, El Puente del Arzobispo, Illescas, Alcalá de Henares, Brihuega, Uceda, Torrelaguna y las tierras de cada uno de estos concejos, algunas muy extensas y poblados), que se extendía incluso fuera de los límites del reino, con el Adelantamiento de Cazorla en Andalucía.
Únicamente le superó en influencia la propia burocracia de la monarquía y la presencia del rey, esporádica en algunas ciudades cuando la Corte era itinerante, y que se hizo permanente cuando en 1561 Felipe II estableció la capitalidad de Madrid. Otra presencia de gran importancia fue la de la Mesta, potentísima asociación de ganaderos del ovino trashumante que, mediante su control sobre la extensa red de cañadas, frenó hasta el siglo XVIII el desarrollo agrícola. En cuanto a las fundaciones monásticas rurales se establecieron con una densidad menor que en la Meseta Norte, aunque hubo ejemplos destacados (El Paular, Lupiana, Bonaval). Sí tuvieron gran desarrollo los conventos urbanos de las órdenes mendicantes.
Desde 1833 estos territorios quedan reestructurados mediante la nueva división provincial de Javier de Burgos, conformando las provincias de provincia de Madrid, provincia de Ciudad Real, provincia de Cuenca, provincia de Guadalajara,  provincia de Toledo y provincia de Albacete. Éstas, posteriormente y a partir de 1983, formarían las comunidades autónomas de Madrid y de Castilla-La Mancha.